# Embrace (escultura)
Embrace é uma obra de arte pública do artista Sorel Etrog localizada no Lynden Sculpture Garden perto de Milwaukee, Wisconsin. A escultura abstracta é feita de bronze e está instalada em uma base no relvado.